# Lepturacanthus roelandti
Lepturacanthus roelandti är en fiskart som först beskrevs av Bleeker, 1860.  Lepturacanthus roelandti ingår i släktet Lepturacanthus och familjen Trichiuridae. Inga underarter finns listade i Catalogue of Life.